# Saint-Hilaire-de-Court
Saint-Hilaire-de-Court település Franciaországban, Cher megyében. Lakosainak száma 595 fő (2022. január 1.). Saint-Hilaire-de-Court Massay, Méreau, Méry-sur-Cher, Saint-Georges-sur-la-Prée és Vierzon községekkel határos.

## Népesség
A település népessége az elmúlt években az alábbi módon változott:
| Lakosok száma | 265  | 668  | 794  | 731  | 642  | 613  | 595  | 594  | 593  | 595  |
|               | 1968 | 1982 | 1990 | 2006 | 2013 | 2015 | 2017 | 2019 | 2020 | 2022 |